# Maskelyne-Passage
Die Maskelyne-Passage ist eine Meerenge im Archipel der Biscoe-Inseln vor der Westküste der Antarktischen Halbinsel. Sie verläuft zwischen der Larrouy-Insel und Tadpole Island im Osten sowie Cat Island, dem Runnelstone Rock und Hummock Island im Westen.
Der Falkland Islands Dependencies Survey kartierte sie anhand von Luftaufnahmen der Hunting Aerosurveys Ltd. aus den Jahren von 1956 bis 1957. Das UK Antarctic Place-Names Committee benannte sie 1959 nach dem britischen Astronomen Nevil Maskelyne (1732–1811), Erstautor des Nautical Almanac im Jahr 1767.